# Nanoquímica

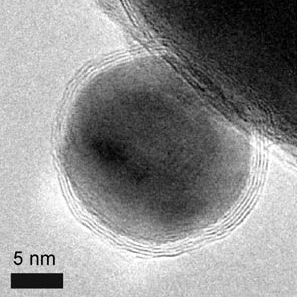
Nanopartícula de cobalto

Nanoquímica es una rama de la nanociencia relacionada con la producción y reacciones de nanopartículas y sus compuestos. Está relacionada con las propiedades y características asociadas con ensamblajes de átomos o moléculas sobre una escala que varía de tamaño de los bloques individuales hasta las del material aglomerado.
El profesor Geoffrey Ozin de la Universidad de Toronto es considerado como el padre de la nanoquímica. "Su visionario artículo "Nanochemistry - Synthesis in Diminishing Dimensions" (Advanced Materials, 1992, 4, 612) estimuló a todo un nuevo campo: proponía que los principios de la química podían aplicarse a la síntesis de materiales de "abajo hacia arriba" "sobre cualquier escala de longitud" mediante los "principios de construcción de bloques jerárquicos": esto es, utilizando bloques de construcción de escala nano/molecular "programados" con información química que los auto-ensamblaría espontáneamente, de una manera controlada, en estructuras que abarcan un amplio intervalo de escalas de longitud.
La nanoquímica es una de las tantas aproximaciones que la nanociencia tiene hacia el diseño, caracterización y racionalización de las propiedades y estructura de un material nanoestructurado.
Esta ciencia emplea metodologías de la síntesis química y la química de materiales para obtener nanomateriales con tamaños, formas, propiedades superficiales, defectos, y propiedades auto-ensamblantes específicos, diseñados para cumplir con usos y funciones específicas.